# Chrysocharis antoni
Chrysocharis antoni är en stekelart som beskrevs av Christer Hansson 1985. Chrysocharis antoni ingår i släktet Chrysocharis och familjen finglanssteklar.
Artens utbredningsområde är:
- Bulgarien.
- Finland.
- Frankrike.
- Tyskland.
- Sverige.

Arten är reproducerande i Sverige. Inga underarter finns listade i Catalogue of Life.